# Dear Yuming
『Dear Yuming〜荒井由実/松任谷由実カバー・コレクション〜』（ディア・ユーミン・あらいゆみ・まつとうやゆみ・カバー・コレクション）は、日本のミュージシャン、松任谷由実のトリビュート・アルバムである。
1999年9月22日にSMEよりリリースされた。

## 収録曲
1. COBALT HOUR / NOKKO
アルバム『COBALT HOUR』収録。NOKKOのアルバム『Viaje』にも収録。
2. あの日にかえりたい / 森高千里
6thシングル。ベストアルバム『YUMING BRAND』収録
3. 静かなまぼろし / m-flo
アルバム『流線形'80』収録。沢田研二への提供曲
4. 情熱に届かない〜Don't Let Me Go / 松崎ナオ
アルバム『DAWN PURPLE』収録
5. DOWNTOWN BOY / 露崎春女
アルバム『NO SIDE』収録
6. スラバヤ通りの妹へ / 大江千里
アルバム『水の中のASIAへ』収録
7. Hello,my friend / 井手麻理子
25thシングル・アルバム『THE DANCING SUN』収録
8. 翳りゆく部屋 / 椎名林檎
7thシングル。ベストアルバム『YUMING BRAND』収録
9. 恋人がサンタクロース / 奥居香
アルバム『SURF&SNOW』収録
10. A HAPPY NEW YEAR / ゴスペラーズ
シングル「夕闇をひとり」・アルバム『昨晩お会いしましょう』収録

- なお、当初は槇原敬之の「春よ、来い」が収録され全11曲になる予定だったが槇原が不祥事（薬物犯罪）を起こしたためカットされた。のちに『Queen's Fellows』に収録された。